# Moya (Castiglia-La Mancia)
Moya è un comune spagnolo di 269 abitanti situato nella comunità autonoma di Castiglia-La Mancia.